# Dasyuromorphia
Dasyuromorphia (có nghĩa là "đuôi lông") bao gồm hầu hết động vật có túi ăn thịt của Úc, bao gồm mèo túi, sminthopsis, numbat, quỷ Tasmania và loài chó sói Tasmania mới tuyệt chủng gần đây.